# Ernst-Christian Koch
Ernst-Christian Koch (* 1968 in Kaiserslautern) ist ein deutscher Chemiker und Explosivstoffspezialist.

## Leben

### Studium und Wehrdienst
Koch studierte ab 1987 Chemie an der Technischen Universität Kaiserslautern (TUK). Er erwarb 1993 das Diplom und wurde 1995 bei Cornelius Gerhard Kreiter mit einer Arbeit zur Organometallchemie des niederwertigen Mangans promoviert. Während seines anschließenden Grundwehrdienstes erforschte Koch im Zusammenhang mit der zu dieser Zeit von der Bundesrepublik Deutschland unterzeichneten und ratifizierten Chemiewaffenkonvention an der ABC- und Selbstschutzschule der Bundeswehr (ABC/SeS) in Sonthofen eine neuartige Neutralisationsmethode für Senfgas und „Zäh-Lost“ in Fundmunition.

### Beruf
Von 1997 bis 2007 war Koch in der deutschen wehrtechnischen Industrie als Entwicklungsleiter mit pyrotechnischen Gegenmaßnahmen (Tarnnebel und IR-Täuschkörper) sowie insensitiven Sprengstoffen und Zündmitteln beschäftigt. Im Jahre 2007 wurde er zum Technical Specialist Officer Energetic Materials am NATO Munitions Safety Information Analysis Center (MSIAC) beim NATO-Hauptquartier in Brüssel berufen, wo er bis 2013 tätig war. Koch folgte 2013 einem Ruf als Senior Lecturer Defence Chemistry an die Defence Academy of the United Kingdom in Shrivenham, bevor er sich 2015 als wissenschaftlicher Berater in Kaiserslautern selbständig machte.

## Wissenschaftliche Schwerpunkte
Die gegenwärtigen Arbeitsschwerpunkte von Koch umfassen die Entwicklung umweltfreundlicher pyrotechnischer Leuchtsätze sowie die Leistungssteigerung von Tarnnebeln und IR-Täuschkörpern.

## Lehrtätigkeit
Koch war von 2006 bis 2007 Lehrbeauftragter an der Ludwig-Maximilians-Universität München (LMU) sowie von 2007 bis 2023 Lehrbeauftragter an der Technischen Universität Kaiserslautern (TUK). Er hat im Jahr 2024 seine Habilitation abgeschlossen und fungiert seither als Privatdozent für Explosivstoffe am Fachbereich Chemie an der Rheinland-Pfälzischen Technischen Universität (RPTU) am Standort Kaiserslautern.

## Berufliche Aktivitäten
Von 2012 bis 2016 war Koch der erste Deutsche im Amt des Präsidenten der International Pyrotechnics Society. In dieser Funktion hat er einen Förderpreis für Nachwuchswissenschaftler ins Leben gerufen, der seitdem regelmäßig vergeben wird. Koch ist außerdem Gründer und Chairman des seit 2004 jährlich veranstalteten Workshop on Pyrotechnic Combustion Mechanisms. Koch war von 2006 bis 2023 Mitglied des wissenschaftlichen Beirats der Fachzeitschrift Propellants Explosives Pyrotechnics und ist seit 2024 deren Mitherausgeber.

## Auszeichnungen
- 2006 Frank Carver Bursary Award der International Pyrotechnics Society
- 2014 Fellow of Royal Society of Chemistry of the United Kingdom

## Veröffentlichungen (Auswahl)
- Mangan-vermittelte C-C Verknüpfungen zwischen Pentadienyl und Alkinen. Dissertation, Technische Universität Kaiserslautern, 1995.[1]
- Thermische und Stoß-induzierte Reaktionen von Phosphor(V)-nitrid. Habilitationsschrift, Technische Universität Kaiserslautern, 2022.[17]

### Bücher und Buchkapitel
- Metal-Halocarbon Combustion in M. Lackner, F. Winter, A. Agarwal (Eds.), Handbook of Combustion, Volume 5: New Technologies, Wiley-VCH, Weinheim, 2010, S. 355–402.
- Metal Fluorocarbon Based Energetic Materials, Wiley-VCH, Weinheim, 2012, 342 S.
- Sprengstoffe, Treibmittel, Pyrotechnika, Lutradyn, Kaiserslautern, 2018, 476 S.[18]
- Sprengstoffe, Treibmittel, Pyrotechnika, De Gruyter, Berlin, 2019, 627 S.
- High Explosives, Propellants, Pyrotechnics, De Gruyter, Berlin, Boston, 2020, 520 S.
- Insensitive High Explosives Containing Tetraazapentalene Moiety, in M. Gozin, L. L. Fershtat (Eds.), Nitrogen-Rich Energetic Materials, Wiley-VCH, Weinheim, 2023, S. 377–395.

### Aufsätze und Übersichtsartikel
- E.-C. Koch, Review on Pyrotechnic Aerial Infrared Decoy Flares, Propellants Explos. Pyrotech. 26, 2001, 3-11.
- E.-C. Koch, Fluoreliminierung aus Graphitfluorid mit Magnesium, Z. Naturforsch. 56b, 2001, 512.
- E.-C. Koch, The Hard and Soft Acids and Bases (HSAB) Principle – Insights to Reactivity and Sensitivity of Energetic Materials, Propellants Explos. Pyrotech. 30, 2005, 12.
- E.-C. Koch, T. M. Klapötke, Boron-Based High Explosives, Propellants Explos. Pyrotech. 37, 2012, 335.
- E.-C. Koch, V. Weiser, E. Roth, 2,4,6-Trinitrotoluol ist ein unempfindlicher, energiereicher Brennstoff und Binder für schmelzgießbare Täuschkörperformulierungen, Angew. Chem. 124, 2012, 10181.
- J. J. Sabatini, E.-C. Koch, J. C. Poret, J. D. Moretti, S. M. Harbol, Rote pyrotechnische Leuchtsätze – ohne Chlor!, Angew. Chem. 201, 127, 11118.
- E.-C. Koch, S. Cudziło, Phosphorus(V)nitrid macht pyrotechnische Tarnnebel sicherer, Angew. Chem. 2016, 128, 15665.
- E.-C. Koch, Insensitive High Explosives III. – Nitroguanidine, Initiation Synthesis – Structure – Spectroscopy – Sensitiveness, Propellants Explos. Pyrotech. 2019, 44, 267.